# Gynura zeylanica
Gynura zeylanica là một loài thực vật có hoa trong họ Cúc. Loài này được Trim. mô tả khoa học đầu tiên năm 1895.